# Cor Wals
Cornelis Dirk Wals ('s-Gravenhage, 26 februari 1911 - Veldhoven, 5 april 1994) was een Nederlands wielrenner, die in de jaren 30 een bekend zesdaagse-koppel vormde met Jan Pijnenburg. 
Van de 39 zesdaagsen die hij reed won hij er zeven. Driemaal werd hij Nederlands kampioen stayeren. In 1939 plaatste Wals zich voor de finale van het WK, die echter niet werd gereden wegens het uitbreken van de Tweede Wereldoorlog.
Tijdens een wedstrijd in Amsterdam in 1941 vergooide Cor Wals in één klap de grote populariteit die hij had opgebouwd, door zich te kleden in een shirt met de runentekens van de SS en door een Hitlergroet te brengen. Hij bleek al een jaar lid te zijn van de Nederlandsche SS en trad later toe tot de Waffen-SS. Na zijn opleiding vocht hij als Rottenführer (soldaat 1ste klasse) aan het oostfront en daarna werd hij kampbewaarder. Op 21 december 1943 werd hij op de voorpagina van De Telegraaf doodverklaard. Hij zou zijn gesneuveld aan het Oostfront. Bron van het artikel was de Deutsche Zeitung.
Na de bevrijding meldde Wals zichzelf bij de autoriteiten en werd hij opgesloten in kamp Vught. In 1947 werd hij veroordeeld tot vijftien jaar gevangenis. Hij werd enige tijd tewerkgesteld in de staatsmijn Maurits bij Geleen. In 1952 werd hij vervroegd vrijgelaten en leidde daarna een anoniem bestaan tot hij in het nieuws kwam toen hij een relatie aanging met de Eindhovense Anneke van Hout-Louwers. Zij was de weduwe van een andere Nederlandse wielrenner, Jan van Hout, die nota bene was omgekomen in concentratiekamp Neuengamme, waar Wals zelf kampbewaker was geweest, ook tijdens de detentie van Jan van Hout. Door alle negatieve publiciteit die deze relatie veroorzaakte voelde Wals zich gedwongen het land te verlaten; hij  verhuisde in 1957 naar Lommel in België, waar hij werkte als koopman in textiel.
In 1981 keerde hij terug naar Eindhoven. Hij overleed op 83-jarige leeftijd.